# 마에카와 가즈야
마에카와 가즈야(일본어: 前川 和也, 1968년 3월 22일 ~ )는 일본의 전 축구 선수이자 현 축구 지도자로 현재 바이에른 투네이시의 감독으로 재직 중이며 비셀 고베의 주전 골키퍼인 마에카와 다이야의 아버지이다.

## 구단 경력
1986년 일본 사커 리그의 마쓰다(산프레체 히로시마)에 입단했다. 1999년까지 210경기에 출전, 1994년에 J리그 준우승. 2000년 J2리그의 오이타 트리니타로 이적했다. 2001년후 현역 은퇴.

## 국가대표팀 경력
그는 1992년 기린컵에 참가할 일본 국가대표팀에 발탁되었으며, 6월 7일 웨일스와의 경기에서 데뷔했다. 1992년 AFC 아시안컵에도 출전, 우승에 기여했다. 그는 1996년까지 국제 A매치 통산 17경기에 출전했다.

## 통계
| 일본 | 일본 | 일본 |
| 연도 | 출전 | 득점 |
| ---- | ---- | ---- |
| 1992 | 3    | 0    |
| 1993 | 2    | 0    |
| 1994 | 2    | 0    |
| 1995 | 5    | 0    |
| 1996 | 5    | 0    |
| 통산 | 17   | 0    |

## 수상

### 클럽 (선수)
산프레체 히로시마
- 일본 사커 리그 : 준우승 (1990-91 디비전 2), 3위 (1989-90 디비전 2)
- J1리그 : 준우승 (1994)
- 천황배 : 준우승 (1986-87, 1994-95, 1995-96, 1998-99)

오이타 트리니타
- J2리그 : 3위 (2000)

### 국가대표팀 (선수)
일본
- AFC 아시안컵 : 우승 (1992)